# Делмар (Делавер)
Делмар (англ. Delmar) — місто (англ. town) в окрузі Сассекс штату Делавер США. Населення — 2027 осіб (2020).

## Географія
Делмар розташований за координатами 38°28′21″ пн. ш. 75°32′42″ зх. д. / 38.47250° пн. ш. 75.54500° зх. д. (38.472476, -75.545091).  За даними Бюро перепису населення США в 2010 році місто мало площу 4,60 км², уся площа — суходіл.

## Демографія
Згідно з переписом 2010 року, у місті мешкало 1597 осіб у 598 домогосподарствах у складі 372 родин. Густота населення становила 347 осіб/км².  Було 682 помешкання (148/км²).
Расовий склад населення:
| - 75,5 % — білих - 17,3 % — чорних або афроамериканців - 0,7 % — азіатів - 0,4 % — корінних американців - 0,9 % — осіб інших рас |

До двох чи більше рас належало 5,1 %. Частка іспаномовних становила 4,6 % від усіх жителів.
За віковим діапазоном населення розподілялося таким чином: 26,6 % — особи молодші 18 років, 54,0 % — особи у віці 18—64 років, 19,4 % — особи у віці 65 років та старші. Медіана віку мешканця становила 38,2 року. На 100 осіб жіночої статі у місті припадало 80,9 чоловіків;  на 100 жінок у віці від 18 років та старших — 75,4 чоловіків також старших 18 років.
Середній дохід на одне домашнє господарство  становив 45 431 долар США (медіана — 32 734), а середній дохід на одну сім'ю — 57 012 долари (медіана — 50 893). Медіана доходів становила 42 596 доларів для чоловіків та 32 550 доларів для жінок. За межею бідності перебувало 17,0 % осіб, у тому числі 25,9 % дітей у віці до 18 років та 11,0 % осіб у віці 65 років та старших.
Цивільне працевлаштоване населення становило 663 особи. Основні галузі зайнятості: роздрібна торгівля — 25,9 %, освіта, охорона здоров'я та соціальна допомога — 22,5 %, науковці, спеціалісти, менеджери — 9,7 %, фінанси, страхування та нерухомість — 8,1 %.